# I Don Giovanni della Costa Azzurra
I Don Giovanni della Costa Azzurra è un film del 1962 diretto da Vittorio Sala.

## Trama
Tre giovanotti siciliani e tre giovanotti francesi, in vacanza in Costa Azzurra, sono in cerca di avventure galanti.

## Produzione
Il film registra la presenza della transessuale Coccinelle, nel ruolo di sé stessa, allora estremamente popolare per il suo cambio di sesso, e dell'attrice francese Capucine. Tra i tanti cameo quello di una Raffaella Carrà all'epoca ancora sconosciuta.